# تمدن چاچاپویا

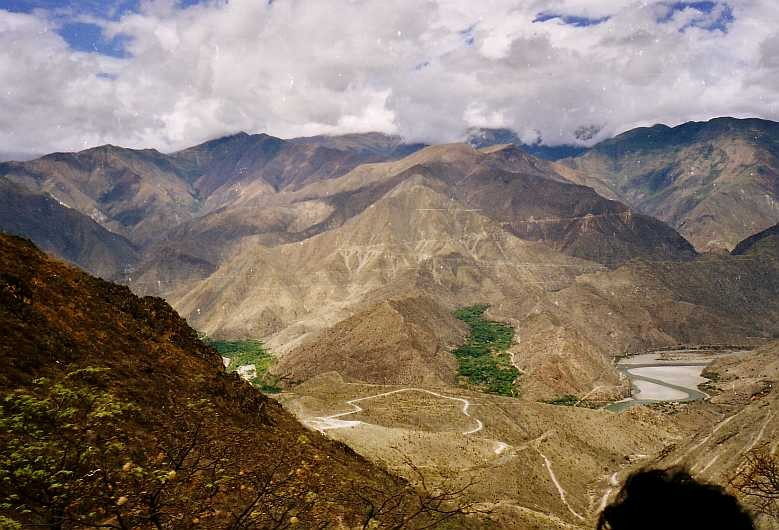
چشم‌انداز منطقه مانیون در کشور پرو که سکونتگاه اقوام چاچاپویا بوده‌است

چاچاپویا نام تمدن کوچکی در حدود امروزی کشور پرو بود که مدتی پیش از ورود مهاجمان اسپانیایی توسط امپراتوران اینکا برچیده شد. این حوزه فرهنگی در شمال کوه‌های آند و حوالی آمازون واقع شده بود. فیلم مهاجمان صندوق گمشده با بازی ایندیانا جونز درباره بخشی از تاریخ این قوم است.